# Hyalinella lendenfeldi
Hyalinella lendenfeldi är en mossdjursart som först beskrevs av Ridley 1886.  Hyalinella lendenfeldi ingår i släktet Hyalinella och familjen Plumatellidae. Inga underarter finns listade i Catalogue of Life.